# Golf de Leyte
El golf de Leyte és un golf situat a l'arxipèlag filipí, a l'est de l'illa de Leyte, a les Filipines, en aigües de la mar de les Filipines (oceà Pacífic).

## Geografia
El golf confronta al nord amb l'illa de Samar, que està separada de Leyte; a l'oest per l'estret de San Juanico; al sud, per l'illa de Mindanao, separada de Leyte per l'estret de Surigao; al sud-est, l'illa de Dinagat tanca parcialment el golf; i a l'est, la petita illa Homonhon i les Suluan se'n situen en l'entrada oriental. Té si fa no fa 130 km de llarg, en direcció nord-sud, i uns 60 km, d'est-oest.

## Història
Al golf de Leyte hi hagué la major batalla naval de la Segona Guerra Mundial, la batalla del Golf de Leyte. Una vegada capturat pels aliats, les illes al golf es convertiren en bases per als B-29 que bombardejaren el Japó el 1945.